# Vieux-Moulins
Ne doit pas être confondu avec Vieux Moulins de Thilay.
Vieux-Moulins est une ancienne commune française du département de la Haute-Marne en région Grand Est. Elle est associée à la commune de Perrancey-les-Vieux-Moulins depuis 1973.

## Géographie
Cette localité est traversée par le cours d'eau de la Mouche et la route D286.

## Histoire
Le 1er février 1973, la commune de Vieux-Moulins est rattachée sous le régime de la fusion-association à celle de Perrancey qui devient Perrancey-les-Vieux-Moulins.

## Politique et administration
| Période                                  | Période | Identité        | Étiquette | Qualité |
| ---------------------------------------- | ------- | --------------- | --------- | ------- |
|                                          |         | Bernard LESPRIT |           |         |
| Les données manquantes sont à compléter. |         |                 |           |         |

## Démographie
| 1866 | 1872 | 1876 | 1881 | 1886 | 1891 | 1896 | 1901 | 1906 |
| ---- | ---- | ---- | ---- | ---- | ---- | ---- | ---- | ---- |
| 219  | 194  | 202  | 186  | 170  | 161  | 151  | 154  | 148  |

| 1911 | 1921 | 1926 | 1931 | 1936 | 1946 | 1954 | 1962 | 1968 |
| ---- | ---- | ---- | ---- | ---- | ---- | ---- | ---- | ---- |
| 130  | 106  | 94   | 97   | 97   | 88   | 94   | 78   | 79   |

## Lieux et monuments
- Église Saint-Gervais et Saint-Protais